# Talang (Sendang)
Talang is een bestuurslaag in het regentschap Tulungagung van de provincie Oost-Java, Indonesië. Talang telt 3003 inwoners (volkstelling 2010).